# John Barron
John Barron (24 de diciembre de 1920 – 3 de julio de 2004) fue un actor teatral, cinematográfico y televisivo de nacionalidad británica. Aunque Barron fue una cara familiar de la televisión británica de los años 1950, es sobre todo conocido por su trabajo en la comedia de la BBC The Fall and Rise of Reginald Perrin (1976–79), en la que encarnaba a CJ, el autoritario jefe de Perrin. 

## Biografía
Nacido en Marylebone, Londres, Barron se interesó en la actuación a edad temprana, y a partir de los 18 años de edad su padrino le pagó la matrícula para asistir a la Real Academia de Arte Dramático. Finalizada la Segunda Guerra Mundial, durante la cual sirvió como Teniente en la Royal Navy, volvió a su actividad de actor teatral. Más adelante, en los años 1950, se inició como director teatral, dirigiendo al actor Leonard Rossiter, con el que entambló amistad.
A partir de la segunda mitad de la década de 1950 se ocupó cada vez más en tareas televisivas, haciendo también cine. Entre las película en las que actuó figuran The Day the Earth Caught Fire (1961), Jigsaw (1962), Incense for the Damned (1970), Hitler: Los últimos diez días (1973), Clash of Loyalties (1983) y Thirteen at Dinner (1985). A lo largo de su carrera, Barron actuó en series televisivas como Crown Court, Los vengadores, Emergency Ward 10, All Gas and Gaiters, El Santo, Department S, Doomwatch, Timeslip, Potter, To the Manor Born, Whoops Apocalypse y Sí ministro. Aunque tuvo papeles duraderos como el de ayudante de policía en la serie Softly, Softly (1967–69), se hizo sobre todo conocido por la sitcom The Fall and Rise of Reginald Perrin, iniciada en 1976 y protagonizada por Leonard Rossiter. El personaje de Barron, CJ (Charles Jefferson), era el autoritario jefe de Perrin.
Barron fue presidente del sindicato de actores Equity entre 1978 y 1982, y vicepresidente en 1977 y entre 1984 y 1989. Fue un amante del buen vino, un hobby que compartió con su amigo Leonard Rossiter, y fue también partidario activo del Partido Conservador, colaborando en diferentes actos en beneficio de la organización.
Barron se casó tres veces, la primera con la actriz Joan Sterndale-Bennett, de la que pronto se divorció. Después se casó con Joan Peart, fallecida en 1989 tras cuarenta años de matrimonio, y finalmente con Helen Christie, que falleció en 1995. Tuvo dos hijastras, una por su segundo y otra por su tercer matrimonio.
John Barron siguió activo en su profesión hasta el momento de su muerte, ocurrida en 2004 en Watford, Inglaterra, a los 83 años de edad.